# Baslieux-lès-Fismes
Baslieux-lès-Fismes är en kommun i departementet Marne i regionen Grand Est (tidigare regionen Champagne-Ardenne) i nordöstra Frankrike. Kommunen ligger i kantonen Fismes som tillhör arrondissementet Reims. År 2022 hade Baslieux-lès-Fismes 342 invånare.

## Befolkningsutveckling
Antalet invånare i kommunen Baslieux-lès-Fismes
| Referens: INSEE |